# فورد ماستنگ (نسل پنجم)
فورد ماستَنگ (نسل پنجم) (Ford Mustang (fifth generation)) خودرویی است که در میشیگان و ایالات متحده آمریکا تولید شده‌است. طراحی آن خودروهای موتور جلو-محور عقب بوده‌است. که تولید این خودرو را منحصر به فرد کرده‌است.